# مفصل بازویی‌زندبالایی
مفصل بازویی‌زندبالایی یا مفصل هومرورادیال (انگلیسی: Humeroradial joint) مفصلی است بین سر استخوان زند بالایی (رادیوس) و کاپیتولوم استخوان بازو (هومروس).
مفصل بازویی‌زندبالایی از نوع مفصل توپی و با حرکتی محدود است.